# Trioxyde de sélénium
Le trioxyde de sélénium, est un composé chimique de formule SeO3. Cet oxyde du sélénium est un solide blanc hygroscopique. C'est également un agent oxydant et un acide de Lewis. Il est utilisé en tant que précurseur des composés Se(VI).

## Production
Le trioxyde de sélénium est difficile à préparer car il est instable par rapport au dioxyde :
2 SeO3  →  2 SeO2 + O2
Une méthode consiste à déshydrater l'acide sélénique anhydre avec du pentoxyde de phosphore à 150–160 °C.
Une autre méthode est la réaction du trioxyde de soufre liquide avec du séléniate de potassium (en).
SO3 + K2SeO4 → K2SO4 + SeO3

## Réactions
À 120 °C, SeO3 réagit avec le dioxyde de sélénium pour former le composé Se(VI)-Se(IV) pentoxyde de disélénium : 
SeO3 + SeO2 → Se2O5
Il réagit avec le tétrafluorure de sélénium pour former du fluorure de sélénoyle :
2SeO3 + SeF4 → 2SeO2F2 + SeO2